# Приполярные созвездия
В астрономии приполярные или циркумполярные созвездия — это созвездия, которые никогда не опускаются ниже горизонта, если смотреть с полюсов или же на данной широте Земли. Все остальные созвездия из-за вращения Земли и осевого наклона относительно Солнца называются сезонными или заходящими созвездиями.  
Звёзды и созвездия, которые являются незаходящими, зависят от широты пункта наблюдения. В Северном полушарии некоторые звёзды и созвездия северной небесной полусферы  всегда будут видны на небе. То же самое относится и к Южному полушарию, где определённые звёзды и созвездия всегда будут видны на небе. Северный полюс мира, в настоящее время отмеченный Полярной звездой, от которой он отдалён на расстояние менее 1°, всегда имеет азимут, равный 0. Высота полюса над горизонтом всегда совпадает с широтой пункта наблюдения. В Северном полушарии все астрономические объекты со склонением больше А=90°–φ являются незаходящими. Аналогично в Южном полушарии все объекты со склонением меньше A  =–90°+φ являются незаходящими. Все звёзды со склонением больше A   являются незаходящими. Они никогда не исчезают под горизонтом, так как их круговорот полностью происходит выше горизонта, поэтому видны в любое время года и суток. Из-за этого качества они уже в старину использовались для навигации.
Если смотреть с Северного полюса, все полностью видимые созвездия к северу от небесного экватора являются циркумполярными, а также созвездия видимые к югу от небесного экватора, если смотреть с Южного полюса. На экваторе циркумполярных созвездий не бывает.  Как видно из определения, данного выше, в средних северных широтах (севернее 40–50° с.ш.) циркумполярными созвездиями являются:
- Большая Медведица;
- Малая Медведица;
- Дракон;
- Цефей;
- Кассиопея;
- Жираф [4];
- Рысь;
- Ящерица.

В средних южных широтах (южнее 40–50° ю.ш.) циркумполярными созвездиями являются:
- Октант;
- Райская Птица;
- Павлин;
- Индеец;
- Тукан;
- Южная Гидра;
- Столовая Гора;
- Киль;
- Летучая Рыба;
- Золотая Рыба;
- Южный Крест;
- Южный Треугольник;
- Сетка;
- Хамелеон;
- Циркуль;
- Муха;
- Часы;
- Жертвенник.